# Afferent
Afferent is in de anatomie aanvoerend (Latijn: ad, naar; ferre, dragen) en dient ter aanduiding van een lichaamsonderdeel als een zenuw of een bloedvat dat naar een ander lichaamsonderdeel (structuur of orgaan) leidt. Het is het tegenovergestelde van efferent.
De termen efferent en afferent worden vaak gehanteerd vanuit de hersenen, of bij bloedvaten vanuit het hart. Het kan echter ook gezien worden vanuit andere belangrijke organen, zoals de nieren.

## Voorbeeld
- Sensibele of sensorische zenuwen zijn afferent: ze geleiden impulsen naar het centrale zenuwstelsel.

superior · inferior · anterior · posterior 

craniaal · rostraal · caudaal 

proximaal · distaal 

ventraal · dorsaal · lateraal · mediaal
coronaal · sagittaal · mediaan · transversaal 

nasaal · temporaal · occipitaal 

contralateraal · ipsilateraal · bilateraal · unilateraal 

afferent · efferent